# Lawrence av Arabien (film)
Lawrence av Arabien (engelska: Lawrence of Arabia) är en brittisk-amerikansk episk historisk dramafilm från 1962 i regi av David Lean.
Titelrollen, som T.E. Lawrence, spelas av Peter O'Toole.

## Handling
Filmen är baserad på verkliga händelser under första världskriget, då den unge brittiske arméofficeren T.E. Lawrence med okonventionella metoder främjade det arabiska upproret mot det Osmanska riket. Lawrence lyckas över all förväntan, men de löften han ger araberna om självständighet vill britterna inte infria.

## Rollista i urval

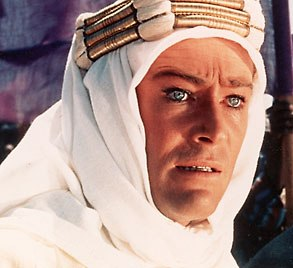
Peter O'Toole som T.E. Lawrence.

| Peter O'Toole   | – Thomas Edward "T.E." Lawrence        |
| Alec Guinness   | – Prins Faisal                         |
| Anthony Quinn   | – Auda abu Tayi                        |
| Jack Hawkins    | – General Edmund Allenby               |
| Omar Sharif     | – Sherif Ali ibn el Kharish            |
| José Ferrer     | – Turkisk bej                          |
| Anthony Quayle  | – Överste Harry Brighton               |
| Claude Rains    | – Dryden, ledare för Arabbyrån         |
| Arthur Kennedy  | – Jackson Bentley                      |
| Donald Wolfit   | – General Murray                       |
| Michel Ray      | – Farraj                               |
| I.S. Johar      | – Gasim                                |
| Zia Mohyeddin   | – Tafas                                |
| John Dimech     | – Daud                                 |
| Hugh Miller     | – Överste vid Royal Army Medical Corps |
| Fernando Sancho | – Turkisk sergeant                     |

## Inspelning
Filmen spelades huvudsakligen in i Jordanien, Marocko samt i Spanien.
Scenerna i Marocko spelades in kring Ouarzazate, som sedermera har varit inspelningsplats för många andra storfilmer i ökenmiljö. Plaza de España i Sevilla används i scenerna föreställande det brittiska högkvarteret i Kairo.

## Mottagning
Filmen hade svensk premiär den 22 mars 1963. 
Lawrence av Arabien vann BAFTA för bästa film och bäste skådespelare. Vid Oscarsgalan 1963 belönades den med sju Oscar för bland annat bästa film och bästa regi. 1991 upptogs filmen bland verk i USA:s kongressbiblioteks National Film Registry.
1999 placerade British Film Institute filmen på 3:e plats på sin lista över de 100 bästa brittiska filmerna genom tiderna.